# Burnin' Up
"Burnin' Up" là đĩa đơn mở đầu từ album A Little Bit Longer của ban nhạc pop nước Mỹ Jonas Brothers, đã được phát hành không chính thức trên Radio Disney ngày 19 tháng 6 năm 2008 và trên iTunes ngày 20 tháng 6 năm 2008. Ở Anh, nó được phát hành dưới dạng đĩa đơn hai mặt A cùng "When You Look Me in the Eyes". Đây là một hit của nhóm, đạt vị trí #5 trên Billboard Hot 100 Hoa Kỳ, trở thành đĩa đơn đầu tiên của nhóm lọt vào top 5 ở Mỹ và cũng là đĩa đơn thành công nhất của nhóm cho tới thời điểm này.

## Thông tin
"Burnin' Up" xuất hiện trên Billboard Hot 100 ngay ở vị trí thứ 5, với số lượt download và số đĩa bán được trên 183.000. "Burnin' Up" đã tiêu thụ được tổng cộng hơn 2 triệu bản và trở thành đĩa đơn bạch kim thứ hai của họ sau SOS.
Ban nhạc thể hiện bài hát lần đầu trong When You Look Me in the Eyes Tour cũng như Disney Channel Games 2008. Chuyến lưu diễn mùa hè của họ, Burnin' Up Tour, cũng được đặt theo tên bài hát này. Robert "Big Rob" Feggans là người thể hiện đoạn rap trong bài hát này, anh cũng đã xuất hiện trong video âm nhạc của ca khúc.
Josh Tyrangiel từ Tạp chí Time cũng xếp ca khúc ở vị trí số 4 trong danh sách các ca khúc hay nhất năm 2008.

## Video âm nhạc
Video âm nhạc cho "Burnin' Up" ra mắt sau ngày phát sóng Camp Rock trên Disney Channel và ABC ngày 21 tháng 6 năm 2008. Nó được đạo diễn bởi The Malloys và có sự xuất hiện của Selena Gomez. Video đã được đề cử cho giải Video của năm và Video nhạc pop xuất sắc nhất tại MTV Video Music Awards 2008, nhưng chúng đều để lọt vào tay Britney Spears với video "Piece of Me".

## Xếp hạng
| Bảng xếp hạng (2008)          | Vị trí cao nhất |
| ----------------------------- | --------------- |
| Australian ARIA Singles Chart | 31              |
| Ö3 Austria Top 40             | 39              |
| Canadian Hot 100              | 14              |
| German Singles Chart          | 39              |
| Indian Singles Chart          | 02.             |
| Irish Singles Chart           | 21              |
| Italian Singles Chart         | 16              |
| Norweigan Singles Chart       | 12              |
| UK Singles Chart              | 30              |
| U.S. Billboard Hot 100        | 5               |
| U.S. Billboard Pop 100        | 9               |